# كريستيان غوتفريد كورنر
كريستيان غوتفريد كورنر (بالألمانية: Christian Gottfried Körner )‏ (و. 1756 – 1831 م) هو مؤلف، وكاتب، ومحامي، وكاتب سير ألماني، ولد في لايبزيغ، وكان عضوًا في متنورون، توفي في برلين، عن عمر يناهز 75 عاماً.

## التعليم
تعلم في جامعة غوتينغن.

## روابط خارجية
- كريستيان غوتفريد كورنر على موقع الموسوعة البريطانية (الإنجليزية)